# Tomasz Sadkowski
Tomasz Sadkowski – polski lekarz weterynarii, doktor habilitowany nauk rolniczych, profesor w Szkole Głównej Gospodarstwa Wiejskiego w Warszawie, specjalista od fizjologii zwierząt, biologii molekularnej oraz transkryptomiki.

## Kariera naukowa
W 2003 roku na Wydziale Medycyny Weterynaryjnej Szkoły Głównej Gospodarstwa Wiejskiego w Warszawie uzyskał tytuł lekarza weterynarii. W 2007 roku został zatrudniony na tymże wydziale, gdzie w 2008 roku uzyskał stopień doktora nauk weterynaryjnych na podstawie rozprawy pt. Profil transkryptomiczny mięśnia szkieletowego (m.semitendinosus) buhajków w zależności od wieku, rasy oraz polimorfizmu genu miostatyny, której promotorem był Tomasz Motyl. W 2019 roku ta sama uczelnia nadała mu stopień doktora habilitowanego nauk rolniczych w dyscyplinie weterynarii na podstawie pracy pt. Transkryptomika mięśnia szkieletowego bydła.